# A Cena Muda
O periódico A Cena Muda, originalmente nomeado como “A Scena Muda” até 1941 (quando teve o nome atualizado para "A Cena Muda") foi a primeira revista brasileira focada em assuntos acerca do cinema. Fundada no Rio de Janeiro pela Companhia Editora Americana, ela foi circulada desde sua primeira edição em 31 de março de 1921, até sua última edição em Maio de 1955. Foi considerada uma "revista de fã" por conta das principais temáticas abordadas, que tratavam da vida das estrelas de cinema em prol de instigar o público a conhecer mais sobre eles.
A Cena Muda foi a revista sobre cinema que mais longa duração teve, no Brasil.

## Histórico

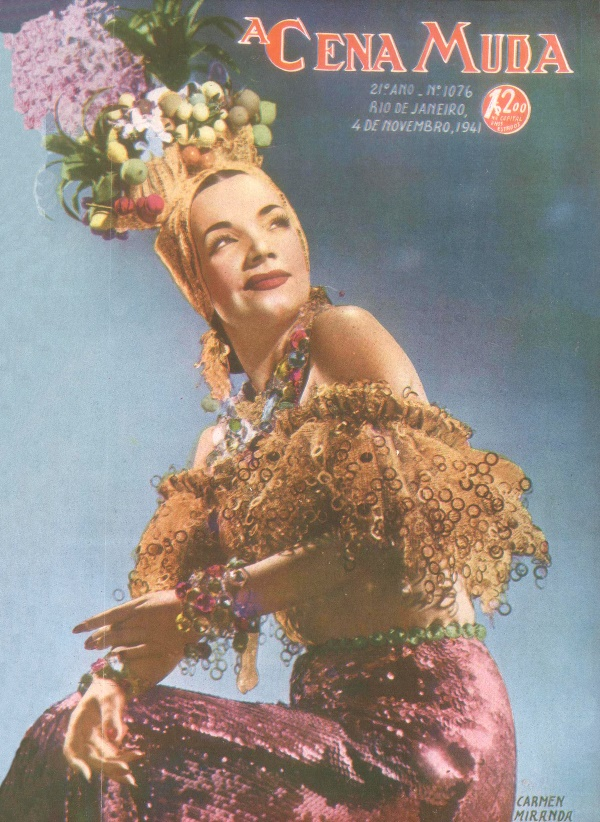
Carmen Miranda na capa da revista A Cena Muda, (1941).

Foi dirigida por Renato de Castro, jornalista profissional, colaborador da revista O Malho, crítico teatral, tendo como diretor gerente Aurelino Machado. Apesar de assumir tal função, o nome de Castro, como editor da revista em si, não da editora, deixou de ser atribuído a ela rapidamente. 
Nos primeiros anos da revista, Renato e seu filho trabalharam a montagem da revista de forma artesanal e quase que sozinhos, colando os materiais disponibilizados pelas companhias cinematográficas. 
Segundo Eliana Queiroz, em sua dissertação de mestrado defendida na Universidade de São Paulo, o conteúdo da revista era reflexo das ambiguidades do contexto sócio-político dos anos 20. Nas palavras de Queiroz, “indefinição ideológica, ausência de valores próprios e reais e aspiração a participar de um mundo maior”  constituíram A Cena Muda, pois a revista era ignorante a quaisquer problemas políticos que atravessaram o período de circulação do periódico, vivendo no imaginário oriundo do cinema norte-americano. Tal postura percorreu o conteúdo da revista de seu início ao seu fim, sendo abordada em diferentes intensidades dependendo do período histórico. 
A revista foi circulada por todo o Brasil e por alguns países da América Latina.. Ela teve, também, cerca de 1700 edições publicadas ao longo dos 34 anos de existência, havendo edições especiais entre estas que contavam como 2 publicações. 
Sua publicação foi semanal e feita toda terça-feira, até a metade de 1954, mais precisamente em julho. A distância temporal entre a edição de nº 25  e a de nº 26 (23/6/1954 e 7/7/1954, respectivamente) já demarcava a nova frequência das publicações estabelecida pela revista, que citou como motivo a “mudança no ritmo de trabalho das oficinas onde A Cena é (era) impressa”, frisando ser uma situação provisória. Apesar da nota, a revista continuou operando no modelo quinzenal até seu encerramento. Em abril e maio de 1955, as edições foram mensais, sendo a do mês de maio a última edição veiculada de A Cena Muda.
Seu valor de compra avulso, a princípio, foi de 1$000, custando 1$500 ao ser comprada com atraso. A assinatura anual dos 52 números custava 48$000 em território nacional, enquanto no território estrangeiro custava 6$0000. Apenas 6 meses de assinatura eram ofertados por 25$000. A partir da edição de nº 523 , datada de 1º de abril de 1931, o preço da revista avulsa subiu para 1$200. A edição começou com uma nota explicando que o aumento foi necessário devido a uma crise na imprensa brasileira, em que a comercialização por 1$000 seria impossível. Ainda na mesma nota, a redação reforçou que foi feito um apelo às “casas importadoras de filmes” para que não fosse aumentado o preço dos materiais de divulgação exibidos na revista. Tal pedido não foi atendido, levando ao primeiro aumento de preço do periódico.
A partir da edição nº 1128 , de novembro de 1942, a revista passou a ser comercializada por 1,20 Cr$, seguindo a troca da moeda nacional. Mais tarde, o preço subiu para 1,50 Cr$, na edição nº 002 , de 1945, aumentando ainda no mesmo ano para 2,50 Cr$ na edição nº52 . A partir desse momento, houve uma grande variação nos valores de compra, sendo o preço do último exemplar 5 Cr$.

Sobre o motivo de sua falência, os membros entrevistados culparam a má gestão de Gratuliano de Brito frente à Editora Companhia Americana . Já Margarida Maria Adamatti, em sua tese de mestrado na USP, apontou que a decadência ocorreu
[...] não só pelo aspecto tecnológico, mas pelo entendimento dos novos cânones de representação do estrelismo e das novas demandas da imprensa do período. Não era o estrelismo exatamente que morria, como foi descrito por Edgar Morin na época, mas o exagero e artificialidade presentes em revistas como Cena Muda, que utilizava demais os releases, ou em Cinelândia com suas novelizações folhetinescas. A representação dos atores em Cena ainda estava atrelada a valores das décadas anteriores. Os departamentos de publicidade hollywoodianos mostravam as estrelas a partir de erros para humanizá-las, mas Cena não se adaptou. 
A Cena Muda terminou sua vida útil em maio de 1955, se consagrando como uma das maiores revistas da historiografia do cinema brasileiro, sendo a única que atravessou do período mudo até o sonoro, junto da Cinearte. 

## Fases da Cena Muda
Flora Bender, em sua dissertação de mestrado defendida na Universidade de São Paulo, elaborou uma divisão cronológica de fases  para a revista:
• 1ª fase: Revista especializada em cinema (1921-1942)
• 2ª fase: A revista amiga do rádio (1942-1949)
• 3ª fase: A revista crítica (1949-1952)
• 4ª fase: A revista decadente (1952-1955)

## Conteúdo
Em suas primeiras edições, a revista foi composta, basicamente, por diversos anúncios espalhados, seja de outras revistas da Companhia Editora Americana ou de produtos variados; pela “Novidades na tela”; por fotos de atores; por matérias acerca da vida de atores, principalmente da beleza dos atores dos filmes; por excertos informando e/ou refletindo assuntos variados do cinema estrangeiro,  e, majoritariamente, pelos “contos”.
A “Novidades na tela” foi uma parcela da revista dedicada a um aglomerado de informações diversas, em sua maioria diretas, acerca da indústria cinematográfica no geral. Acerca dos assuntos mais focados em reflexões sobre o cinema em si, vale ressaltar que estes, aos poucos, foram perdendo espaço para sessões mais voltadas às estrelas do cinema, como, por exemplo: “A garotas da Scena Muda”, “Os namorados do cinematographo”, “Os que vivem no écran” e “Predilectos do público”. 
Dentre as subdivisões da revista citadas anteriormente, a mais longínqua foi a de “contos”, tendo seu nome, dentro da revista, sido adaptado diversas vezes, mas sem fugir da proposta inicial. Estes preenchiam parcelas espalhadas pela revista e eram, basicamente, “resumos” de histórias da época acompanhados de diversos recortes de cenas de suas respectivas versões cinematográficas. 
Primeiramente, apenas após o fim dos resumos havia menções claras ao fato de terem sidos cinematografados, com informações como produtora e atores e seus respectivos papéis. Com o passar das edições, as informações da produção cinematográfica começaram a ser postas logo no início dos contos, abaixo dos títulos. A partir de 1930, todos os resumos já eram creditados, de fato, como “films”, não mais como contos.
Aos poucos, esses mesmos resumos de filmes foram perdendo espaço, tendo sua quantidade reduzida pela inclusão de retratos, biografias, modas e diversos textos que tentavam aproximar os fãs aos ídolos.
Até 1938, os sumários no início das edições eram verdadeiros aglomerados de assuntos diversos. É apenas a partir da edição nº 917  que o sumário começa a ser dividido em subcategorias. 
Na década de 1940, o rádio e o rádio-teatro ganharam certo destaque, tornando a música radiofónica elemento importante da cultura brasileira pelos artistas do tipo. Assuntos acerca de teatro, rádio e música eram achados em abundância nas edições desses anos.
Esse foi o período em eram encontradas sessões como “Cocktail de Rádio e Cinema”, que se propunha a informar diversas notícias sucintas acerca das mídias presentes no título; “Melodias e ritmos”, seguindo a mesma lógica da “Cocktail”, mas tratando de temas ligados à música; e “Figuras e Gestos”, uma espécie de transcrição do programa radiofônico ministrado pelo cineasta mineiro Humberto Mauro, o qual se dedicou, a partir de sua primeira edição, a tratar de temáticas relacionadas ao passado e futuro do cinema brasileiro, questões técnicas que interessassem professores, alguns comentários sobre filmes estrangeiros e de divulgar as ações do INCE – Instituto Nacional Cinema Educativo. 
Ainda no final da década de 1940, mais especificamente em 1949, o periódico começou a aderir um caráter mais marcado por reportagens sobre cinema e críticas de filmes, sendo estas escritas por figuras marcantes como o cineasta carioca Alex Viany e o jornalista Salvyano Cavalcanti de Paiva.
No que tange ao campo da crítica, ela foi muito presente através da sessão “Telas da cidade”, redatoriada, em várias edições, pelo próprio Viany. Nela foram circuladas críticas sucintas de diversos filmes, incluindo nacionais. Havia espaço, ainda, para críticas mais aprofundadas, sendo estas em menor número dentro de cada edição da revista.
Além disso, havia algumas partes da revista que debatiam temas contemporâneos na esfera do cinema, vide as reportagens como “Liberdade para o cinema brasileiro!” e “Psicanálise no cinema”, escritas por Cavalcanti nas edições nº 46  de 1949 e nº 1  de 1950, respectivamente, e a sessão “Intelectuais falam de cinema”, com textos selecionados por Alberto Conrado.
Foi nessa mesma época que surgiram sessões como “Segredos na tela”, a qual se propunha a criar um debate mais aberto com o leitor sobre como era o “fazer cinema” no set de filmagem, como, por exemplo, a chuva artificial, como foi publicado na edição nº3  de 1954. 
Não obstante tais mudanças de conteúdo, nos anos finais do periódico retornaram à tona as matérias mais voltadas às estrelas do mundo cinematográfico. O caráter crítico foi se esvaindo ao ponto em que, em 1954, começaram a ser encontrados na revista apenas materiais antigos, sem atualidade para a época. A precariedade do conteúdo permaneceu até o fatídico fim do periódico logo no ano seguinte.

## Star System
Muito presente desde as primeiras edições, o star system marcou a imagem da Cena Muda para sempre, sendo esta conhecida na historiografia como uma “revista de fã”. Essa relação entre ídolos e fãs era bem reforçada, por exemplo, em épocas comemorativas, como o fim de ano. Nas edições desse período, havia diversas sessões de mensagens dos ídolos para os tietes. Tal sistema já era bem claro nas próprias capas das revistas, ilustradas, frequentemente, com fotos de diferentes atrizes. Apesar de muito centrado na figura feminina, havia espaços para a idolatração de atores homens, como pode ser observado em algumas matérias acerca da figura masculina e nas capas mais tardias da revista, as quais também exibiam tais figuras. Além disso, a junção de ambas as figuras, representadas como casais heterossexuais, foi amplamente utilizada ao longo dos anos da revista.
Já na primeira edição, a primeira matéria a ser lida foi nada mais, nada menos que “Que é a beleza?”, um breve debate acerca da vencedora do concurso de beleza de atrizes norte-americanas. 
É possível perceber nas edições da década de 1930 a efetiva transição de um conteúdo cada vez mais centrado em sessões que remetiam a uma cultura hollywoodiana, como as casas das estrelas e a moda. Isso esteve bem claro no sumário da edição nº 917, de 1938, a primeira a ter um subdividido em categorias, sendo estas: “Retratos”; “Descripções de filmes”; “Cine-romance”; “Modas e elegâncias”; “Reportagens”; “Em filmagem” e “Diversos”. 
Sessões mais voltadas às estrelas, como, por exemplo, “As garotas da Scena Muda”, “Os namorados do cinematographo”, “Os que vivem no écran” e “Predilectos do público” dominaram a revista em diversas épocas, ocorrendo em diferentes intensidades (de forma mais hegemônica na primeira e na última fase da revista).
Os atores e atrizes se tornaram indissociáveis de seus personagens.  Sendo assim, tal cultura influenciou um imaginário que, até mesmo antes de assistir ao filme, ao descobrir que o seu astro preferido estava no elenco, o público já sabia o tipo de personagem que estaria na tela. 
Da mesma forma que exportavam estrelas americanas para suas páginas, a revista também teve seu papel para implementar o star system no cinema nacional. Figuras nacionais populares atraiam grande público para os seus filmes e, consequentemente, para as colunas das revistas. Uma adaptação feita pela revista brasileira em relação às reportagens que tratavam de astros americanos foi a utilização das paisagens naturais do país, em especial do Rio de Janeiro, como forma de mostrar as belezas do país conjuntamente com nossas estrelas. Nesse contexto, a revista também se comunicava com os leitores através de concursos nos quais eram escolhidas as fãs que se pareciam com determinada estrela e, até mesmo, competições para encontrar potenciais estrelas. 

## Crítica cinematográfica
A crítica na revista foi proposta como uma espécie de vitrine a ser analisada pelos leitores. Sendo assim, houve a influência dos gostos dos redatores e, também, dos exibidores e das distribuidoras sobre as críticas veiculadas no periódico. Nesse contexto, outro ponto importante sobre a crítica na Cena Muda, em especial no ano de 1950, é que ela foi feita a partir de aspectos fílmicos separados,  analisando a fotografia, o roteiro e as interpretações especificamente. No final do texto, a qualidade do filme era definida pela média das áreas. 
Foi Jean-Claude Bernadet que explicou como os críticos da revista, de fato, conheciam a produção dos filmes brasileiros, visto que discorriam sobre eles levando em consideração os possíveis problemas produtivos. Em contraponto, ele ainda reforçou que quando se tratava de filmes estrangeiros, pela falta de conhecimento acerca da cultura e do contexto social de outros países, os filmes eram isolados de suas situações históricas de seus respectivos países. 
Por ter posto em prática um jornalismo pessoal e por vezes polêmico,  a redação da Scena Muda não ocultou suas opiniões e, com isso, houve editoriais e espaços na própria crítica que abordavam a situação da cinematografia nacional. Ainda neste campo, outra característica marcante foi o incentivo dado ao cinema brasileiro através do star system, que não se restringiu a colunas de lançamentos de filmes, sendo tratado constantemente nas críticas, em especial nas de Salvyano Cavalcanti de Paiva, um dos mais famosos críticos da Cena Muda. 
A partir de 1952, as críticas deixaram de oferecer expectativas com o sucesso dos filmes para começar a dar certeza de êxito ou de fracasso deles, devido, principalmente, à influência dos releases.  Nessa mesma época, aos poucos elas foram perdendo destaque devido ao resgate de um padrão de edições mais voltado às estrelas de cinema. Não muito tempo depois, o periódico teve suas publicações encerradas.

## Figuras notáveis
Ao longo das 3 décadas de publicações da revista, diversos nomes marcantes na historiografia e imprensa brasileira passaram pela A Cena Muda, tendo alguns deles até assumido a função de diretores,  como por exemplo:
• Leon Eliachar 
(foi diretor em 1952)
• Salvyano Cavalcanti de Paiva
• Alex Viany
• Antonio Moniz Vianna
• Adhemar Gonzaga 
(foi diretor em 1952)
• Humberto Mauro

## Versão digital
Em 2010 o Museu Lasar Segall promoveu a edição e digitalização do acervo da revista, com participação do IPHAN e apoio da Petrobrás. Atualmente, a revista encontra-se disponível tanto no site do Museu Lasar Segall quanto no site da Hemeroteca Digital Brasileira.

## Galeria

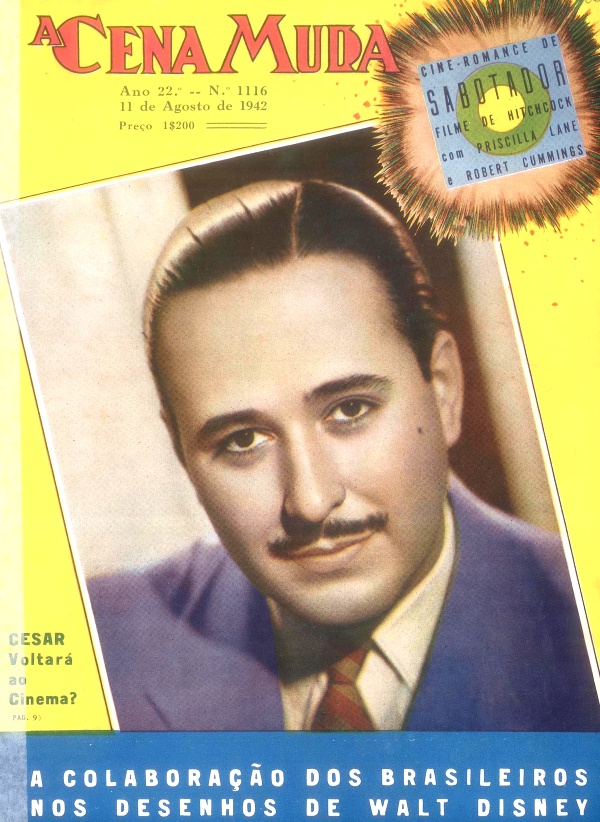
Scena Muda v.22, n.1116, 1942 - Cesar Ladeira
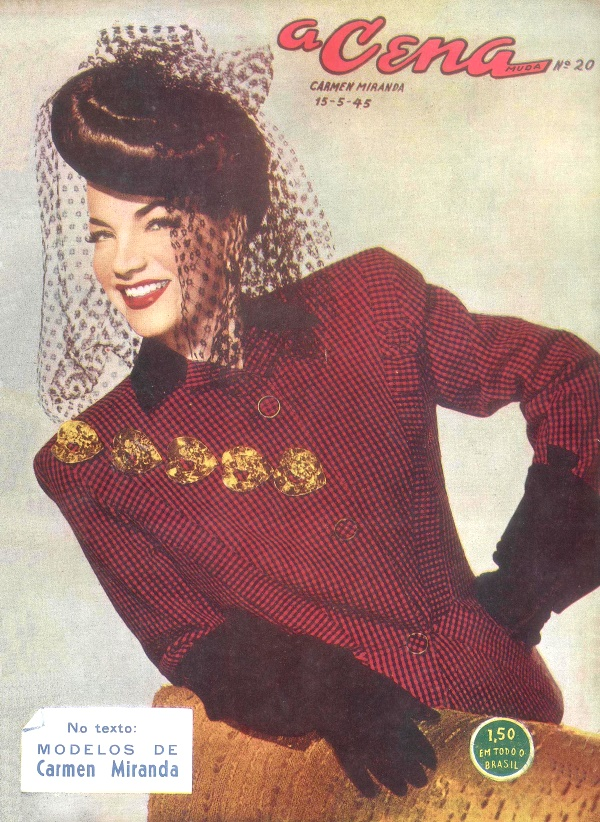
Scena Muda v.25, n.20, 1945 - Carmen Miranda
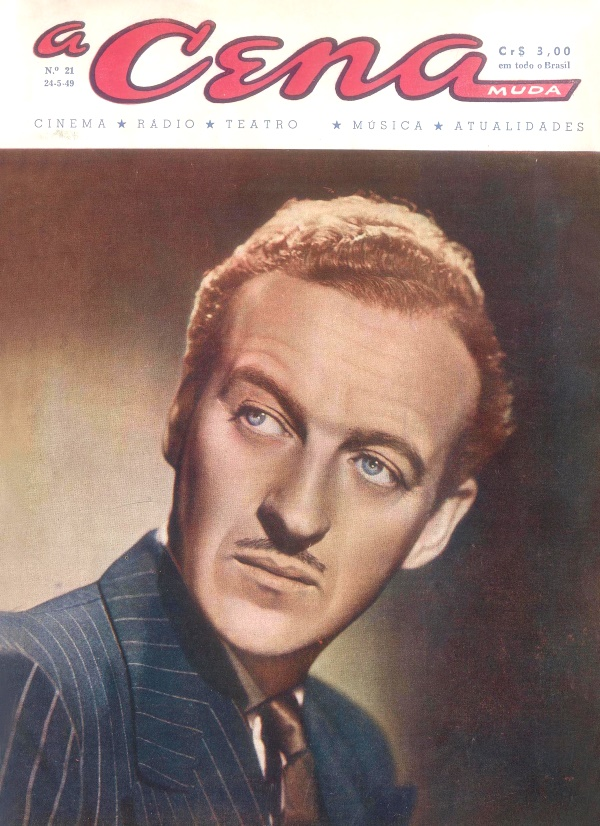
Scena Muda v.29, n.21, 1949 - David Niven
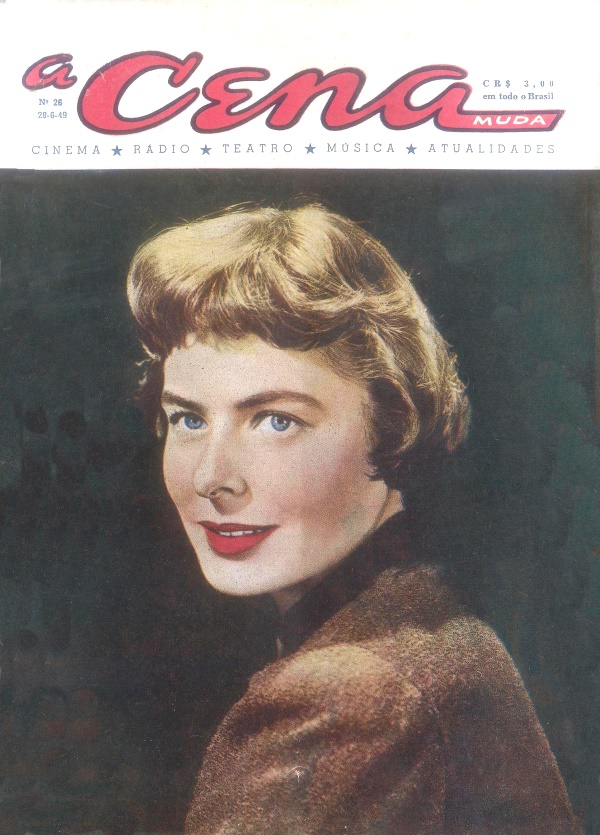
Scena Muda v.29, n.26, 1949 - Ingrid Bergman
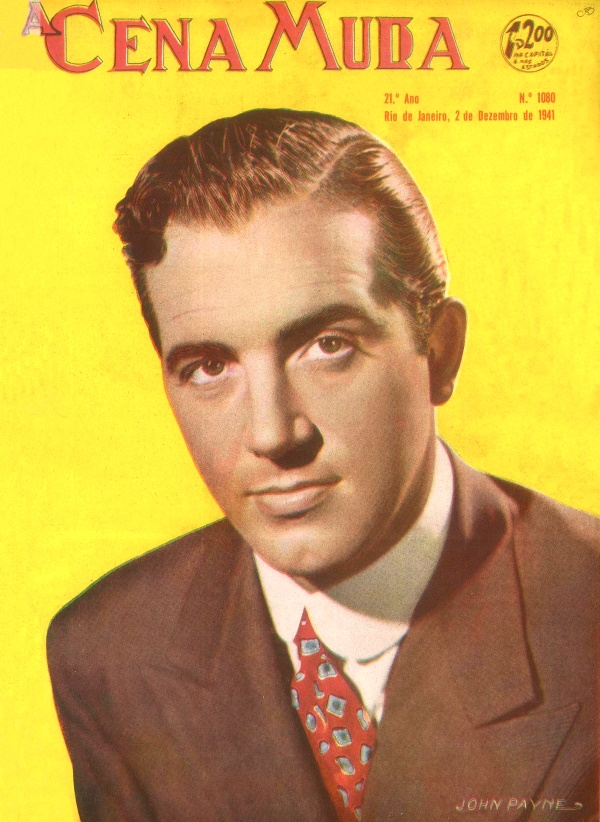
Scena Muda v.21, n.1080, 1941 - John Payne
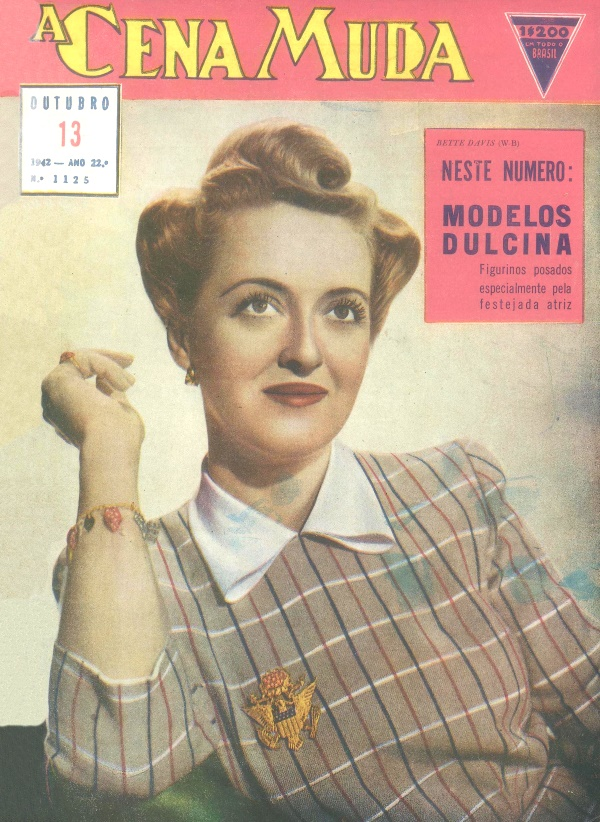
Scena Muda v.22, n.1125, 1942 - Bette Davis
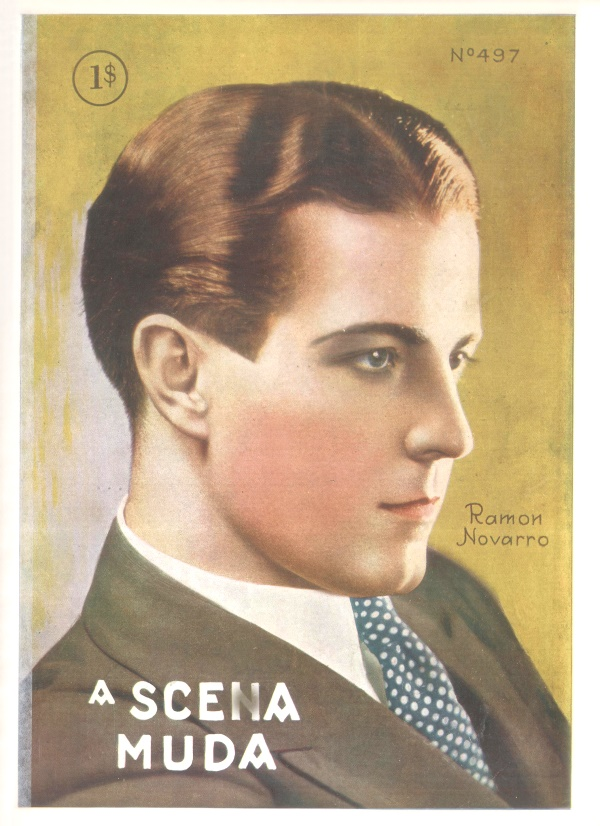
Scena Muda v.10, n.497, 1930 - Ramon Novarro
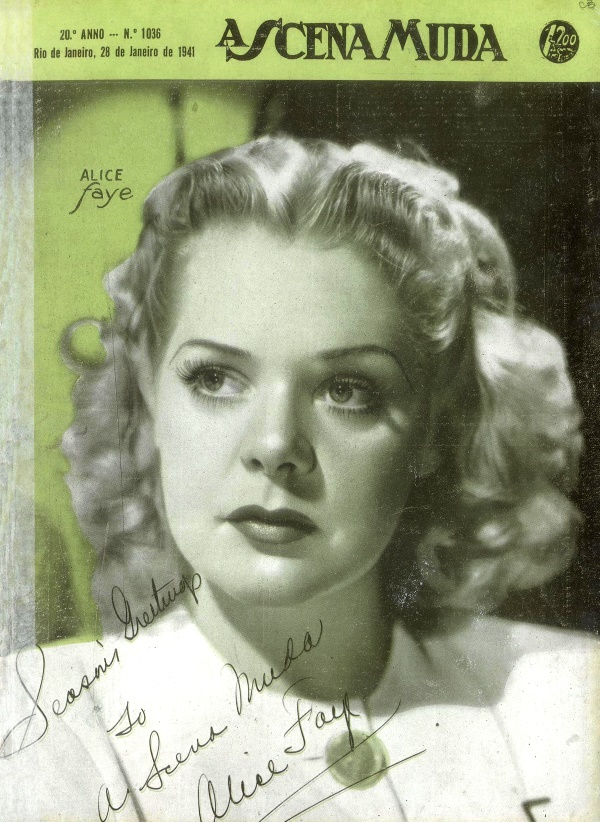
Scena Muda v.20, n.1036, 1941 - Alice Faye
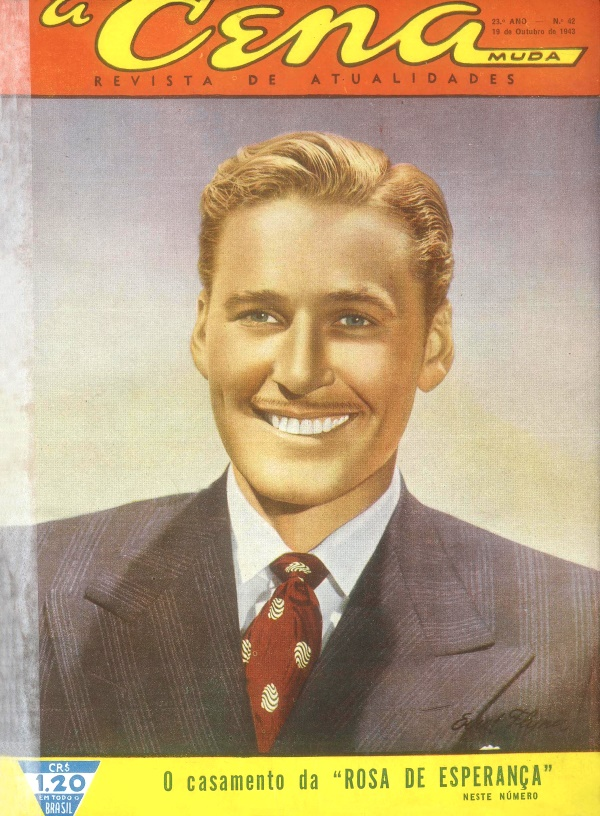
Scena Muda v.23, n.42 1943 - Errol Flynn
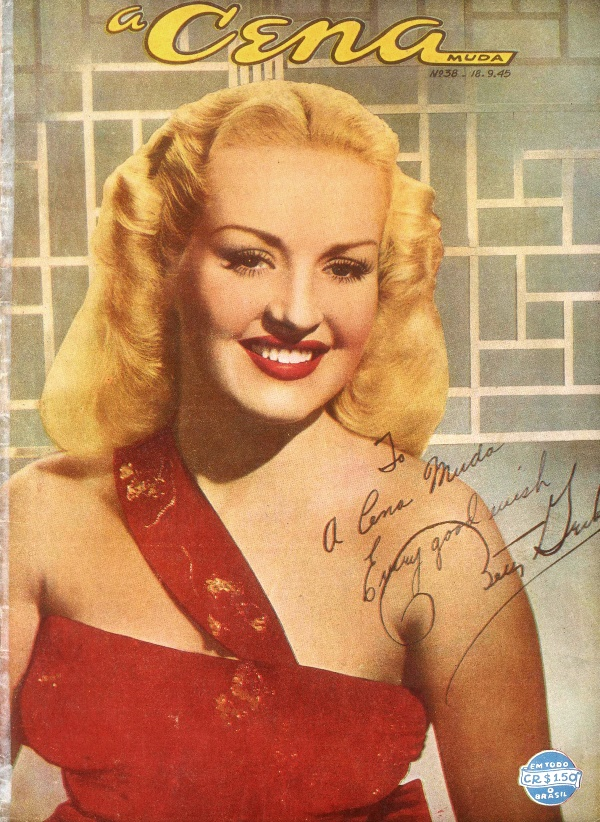
Scena Muda v.25, n.38, 1945 - Betty Grable